# Bucaná
Bucaná es un barrio ubicado en el municipio de Ponce en el estado libre asociado de Puerto Rico. En el Censo de 2010 tenía una población de 3630 habitantes y una densidad poblacional de 648,87 personas por km².

## Geografía
Bucaná se encuentra ubicado en las coordenadas 17°58′55″N 66°35′47″O / 17.98194, -66.59639. Según la Oficina del Censo de los Estados Unidos, Bucaná tiene una superficie total de 5.59 km², de la cual 3.53 km² corresponden a tierra firme y (36.94%) 2.07 km² es agua.

## Demografía
Según el censo de 2010, había 3630 personas residiendo en Bucaná. La densidad de población era de 648,87 hab./km². De los 3630 habitantes, Bucaná estaba compuesto por el 84.05% blancos, el 9.56% eran afroamericanos, el 0.06% eran amerindios, el 0.03% eran asiáticos, el 3.58% eran de otras razas y el 2.73% pertenecían a dos o más razas. Del total de la población el 98.24% eran hispanos o latinos de cualquier raza.